# الأسماء الجغرافية في كولومبيا البريطانية
الأسماء الجغرافية في كولومبيا البريطانية (المعروفة سابقًا باسم نظام معلومات الأسماء الجغرافية في كولومبيا البريطانية أو BCGNIS) هي خدمة ويب للأسماء الجغرافية وقاعدة بيانات لمقاطعة كولومبيا البريطانية الكندية، يديرها فرع خدمات رسم الخرائط والجغرافيا الأساسي التابع لمكتب إدارة الأراضي المتكاملة. تحتوي قاعدة البيانات على الأسماء والتهجئة الرسمية للمدن والجبال والأنهار والبحيرات والأماكن الجغرافية الأخرى. غالبًا ما تحتوي قاعدة البيانات على معلومات مفيدة أخرى، مثل تاريخ الأسماء الجغرافية، واستخدامها في التاريخ.

## روابط خارجية
- الموقع الرسمي